# 霍普港鎮區 (明尼蘇達州貝爾特拉米縣)
霍普港鎮區（英語：Port Hope Township）是位於美國明尼蘇達州貝爾特拉米縣的一個行政鎮區。

## 地方資料
霍普港鎮區的面積為84.20平方千米，當中陸地面積為73.60平方千米，而水域面積為10.60平方千米。根據2020年美國人口普查的數據，當地共有人口745人，而人口密度為每平方千米8.85人。